# Aixecament d'esclaus de Berbice
L'aixecament d'esclaus de Berbice va ser una revolta d'esclaus que va succeir a l'actual Guyana, iniciada el 23 de febrer de 1763, i que va durar fins al desembre d'aquell any. Es considera com un esdeveniment cabdal de les lluites anticolonialistes de Guyana que, quan aquest país va esdevenir independent, el 1970, va decidir declarar el 23 de febrer com a dia festiu per commemorar l'inici de la revolta.

## Desenvolupament
El 1762, la població de la colònia neerlandesa de Berbice incloïa 3.833 esclaus negres, 244 esclaus amerindis i 346 blancs. El 23 de febrer de 1763, diversos esclaus de la plantació de Magdalenenberg, al riu Canje es van revoltar, protestant pel tractament dur i inhumà que rebien. Van cremar la casa principal de la plantació i van desplaçar-se a les plantacions veïnes per mobilitzar els altres esclaus africans que hi havia. Cuffy, un esclau de casa de Lilienburg, una altra plantació situada a la riba del Canje, va organitzar els esclaus revoltats com una unitat militar. Mentre les plantacions anaven caient sota domini dels revoltats, els colons neerlandesos es van desplaçar cap al nord i van deixar la regió als esclaus, que en van prendre possessió. Durant gairebé un any, els rebels van ocupar la part meridional de la colònia, mentre que els blancs van mantenir el control de la regió septentrional costanera. Finalment, només la meitat dels blancs que hi havia a la colònia s'hi van quedar.
Els rebels van arribar a ser uns 3.000, provocant que el control europeu a la Guaiana estigués en perill. Entre els rebels també van destacar Atta, Accara i Accabre. Finalment, no obstant, els insurgents van ser derrotats, la primavera de 1764, amb l'assistència de tropes provinents de les colònies francesa i britànica veïnes, així com per reforços provinents d'Europa.

## Llegat

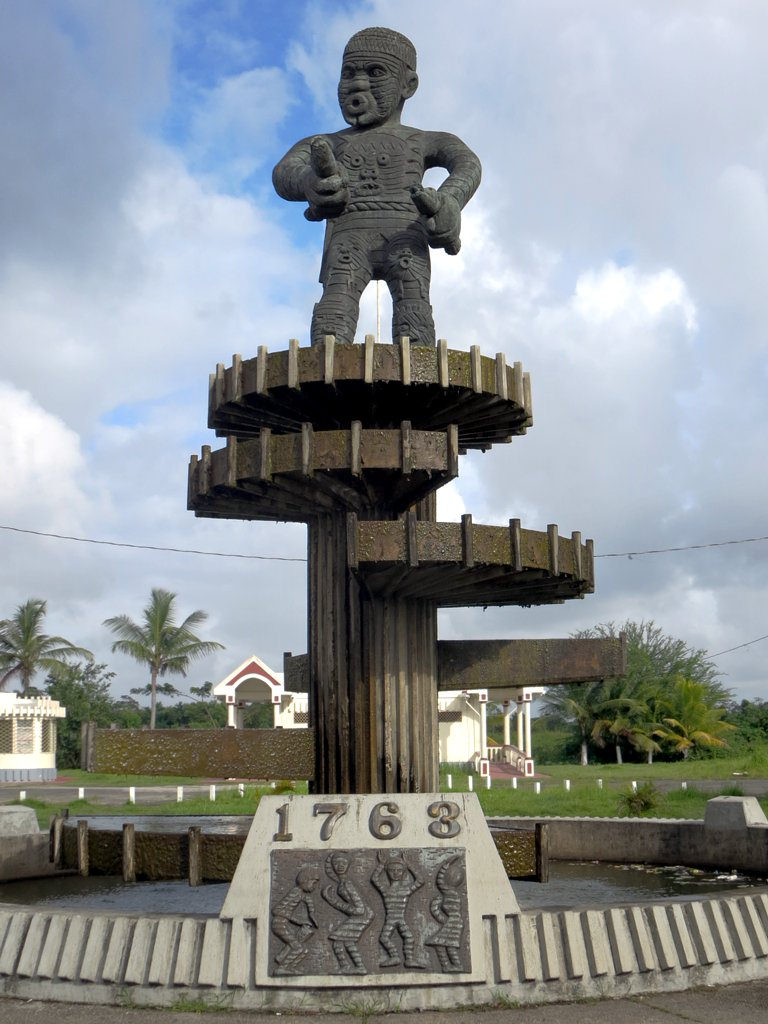
Monument a 1763 a la Plaça de la Revolució de Georgetown, dissenyada per l'artista de Guyana Philip Moore

Cuffy és commemorat el 23 de febrer com heroi nacional de Guyana. El 1976 es va erigir un monument de bronze a la Plaça de la Revolució de la capital, Georgetown.